# ماجراهای سونیک خارپشت
ماجراهای سونیک خارپشت (به انگلیسی: Adventures of Sonic the Hedgehog) یک انیمیشن سریالی می‌باشد که بر پایهٔ مجموعهٔ بازی ویدئویی سونیک خارپشت ساخته شده‌است و تهیه‌کنندگی آن برعدهٔ سگا آمریکا می‌بوده.